# ميرت تشيتين
ميرت تشيتين (مواليد 1 يناير 1997) هو لاعب كرة قدم تركي يلعب في مركز الدفاع في نادي هيلاس فيرونا.

## روابط خارجية
- ميرت تشيتين على موقع الاتحاد الأوربي (الإنجليزية)
- ميرت تشيتين على موقع اتحاد تركيا (لاعب) (الإنجليزية)
- ميرت تشيتين على موقع قاعدة بيانات كرة القدم.إي يو (الإنجليزية)
- ميرت تشيتين على موقع ناشيونال فوتبول تيمز (الإنجليزية)
- ميرت تشيتين على موقع Soccerway.com (الإنجليزية)
- ميرت تشيتين على موقع عالم كرة القدم.نت (الإنجليزية)